# Biblioteca Municipal Almeida Garrett
Die Biblioteca Municipal Almeida Garrett ist eine städtische Bibliothek in der portugiesischen Stadt Porto. 
Sie wurde 2000/01 im Rahmen des Programmes von Porto als Kulturhauptstadt Europas 2001 im westlichen Bereich der Jardins do Palácio de Cristal errichtet und am 2. April 2001 eröffnet. Namensgeber ist der Dichter Almeida Garrett (1799–1854), der in Porto geboren wurde.
Das Gebäude beherbergt neben der eigentlichen Bibliothek im Untergeschoss eine zweistöckige Ausstellungshalle und ein Auditorium mit knapp 200 Plätzen sowie eine Cafeteria.